# Bluetooth low energy
Bluetooth low energy, tidigare Wibree, marknadsförd som Bluetooth Smart, är en trådlös kommunikationsstandard, som utvecklades av Nokia 2006 som ett strömsnålt komplement till Bluetooth. År 2010 standardiserades Wibree som Bluetooth Low Energy, anpassad till Bluetooth Core Specification Version 4.0.
Bluetooth low energy använder samma 2,4 GHz radiofrekvensband som den konventionella Bluetooth, vilket innebär att apparater som stöder båda varianterna kan utnyttja samma radioantenn. Den lägre energiförbrukningen i Bluetooth Low Energy uppnås genom att bl.a. försätta apparaten i ett vänteläge (sleep mode) som förbrukar mindre energi. Nyare versioner av Bluetooth från och med version 4.0 stöder möjligheten att konfigurera antingen lågenergi-läget eller den mer klassiska användningen som förbrukar mer energi.
Bluetooth low energy har till exempel användningsområden inom personlig hälsoövervakning. Konsortiet Continua Health Alliance promoverar användning av Bluetooth low energy i samarbete med Bluetooth Special Interest Group för bland annat uppkopplade instrument för:
- BLP (Blood Pressure Profile, mätning av blodtryck)
- HTP (Health Thermometer Profile, mätning av kroppstemperatur)
- GLP (Glucose Profile, monitorer för blodsockervärden)
- CGMP (Continuous Glucose Monitor Profile, instrument som följer blodsockernivå)